# Jostein Hasselgård
Jostein Hasselgård (* 24. März 1979 in Fredrikstad) ist ein norwegischer Popsänger.

## Leben und Wirken
Als Sechsjähriger begann er das Klavierspiel und studierte als junger Mann an der Norwegischen Musikhochschule. Zwischendurch war er kurzzeitig in einem Kindergarten als Erzieher angestellt. Als eher unbekannter Sänger gewann er die norwegische Vorauswahl Melodi Grand Prix 2003 und durfte daher beim Eurovision Song Contest 2003 in Riga antreten. Seine Ballade I'm Not Afraid To Move On errang den vierten Platz. Mit seiner Band Hasselgård veröffentlichte er 2006 das Album A Few Words. Seit 2010 singt er in der Stimmlage Tenor bei der norwegischen A-cappella-Gruppe Pust.